# Сацердотов, Борис Петрович
Борис Петрович Сацердотов (1898—1966) — советский ботаник-дендролог, кандидат биологических наук, исследователь флоры и растительности Среднего Поволжья.

## Биография
После окончания Пензенского училища поступил в Петроградский лесной институт. Уже в студенческие годы выявились его незаурядные способности к научной работе. Он начинает работать под руководством М. Б. Ткаченко и В. Н. Сукачева, участвует в геоботанических экспедициях. В 1923 г. Борис Петрович защищает дипломную работу «Приболотные лесные ассоциации Анашинского болота Новгородской губернии и уезда», выполненную под руководством В. Н. Сукачева.
После окончания института Борис Петрович был оставлен научным сотрудником при кафедре общего лесоводства. С 1922 г. он начал работать помощником заведующего Геоботанической экспедицией отдела Исследований Управления Водно-Хозяйственной мелиорации под руководством профессора В. Н. Сукачева.
С 1923 по 1927 год по решению коллегии ОГПУ Борис Петрович был выслан в ссылку в г. Пензу. Он был осужден за антисоветскую деятельность, обвинялся в том, что проявлял враждебное настроение к существующему строю, партии, власти.
В г. Пензе с 1924 по 1939 гг. работал старшим научным сотрудником, помощником директора, заведующим заповедным участком «Сосновый бор на Суре». Борис Петрович вместе с Иваном Ивановичем Спрыгиным считаются основателями заповедного дела в Поволжье.
В 1935 году Б. П. Сацердотов обвинён в преступлении, предусмотренной статьей 58 УК РСФСР: в том, что проявлял враждебное настроение к существующему строю, партии, власти; поддерживал систематическую связь с Е. П. Кнорре, А. Р. Де-Ливроном, разделял их взгляды и убеждения о скорой гибели СССР, предстоящей и неминуемой войне с Германией и Японией. В практической работе заповедника Борис Петрович обвинялся в проведении вредительской деятельности — как саботаж «гибель енотов» в заповеднике «Сосновый бор на Суре». Меру пресечения в отношении Сацердотова Б. П. избрали — отобрание подписки, и его невыезде из пределов города Пензы. Уголовное дело по Сацердотову Б. П. было направлено для производства следствия в Пензенский городской отдел ЦНКВД по СВК.
Бориса Петровича обвиняли в том, что он знал бесполезность содержания заповедного участка «Сосновый бор на Суре», допускал его дальнейшее содержание и проводил никому ненужные исследования, затрачивая на это государственные средства. Особое обвинение предъявляли по формированию штата заповедника, обвиняя управление в том, что специально формировали штат из бывших белогвардейцев, землевладельцев, детей священников, которые занимались вредительством и клеветой на советский народ. Бориса Петровича обвиняли в том, что он, как заместитель директора заповедника, не выступал против таких высказываний и не принимал меры к наказанию сотрудников. Его обвиняли в воровстве государственных средств, так как на издание книги «Материалы по изучению Среднего Поволжья» было затрачено 500 рублей. Только в 90-е годы XX века Б. П. Сацердотов был реабилитирован.
После ухода из заповедника до 1950 года Борис Петрович работал в Пензенском Ботаническом саду, где кроме общего научного руководства, занимался введением в культуру новых видов, созданием ландшафтно-географических участков. В 1941 году защитил при Московском Педагогическом институте им. В. И. Ленина диссертацию на тему «Растительность и флора заповедного участка „Сосновый бор“ Куйбышевского Государственного заповедника». Диссертация содержит как геоботаническое описание растительности заповедника, так и флористическую характеристику.
Заслугой Сацердотова являются поддержание крупной ботанической коллекции Пензенского гербария, основанного ещё в 1894 году И. И. Спрыгиным. Эта коллекция представляет флору не только Пензенской области, но и охватывает в значительной степени территорию Средневолжского края (в границах 30-х годов). Впоследствии она была объединена с Гербарием Пензенского краеведческого музея. В военное и послевоенное время Гербарию не раз угрожала гибель, но Борис Петрович добился передачи его в Пензенский педагогический институт. Он обеспечил включение Пензенского гербария в международную базу данных «Index Herbariorum». Борисом Петровичем была осуществлена обработка отдела папоротникообразные (Pteridophyta) и девяти родов из семейства бобовые (Fabaceae) по Среднему Поволжью. Он принимал участие в подготовке издания «Флора Среднего Поволжья».
Б. П. Сацердотову пришлось выдержать большую борьбу за сохранение особо охраняемых природных территорий Среднего Поволжья. А. А. Уранов, профессор Московского государственного педагогического института, в 1967 году вспоминал: «Если, однако, и в настоящее время сохраняется нераспаханным степной участок близ деревни Поперечной в Пензенской области, то эта заслуга Бориса Петровича Сацердотова». Борис Петрович преподавал в Пензенском лесотехническом институте, а с 1947 по 1958 год состоял доцентом кафедры ботаники Пензенского педагогического института.
Огромную ценность представляют работы Б. П. Сацердотова посвященные изучению флоры и растительности заповедного участка «Сосновый бор» Куйбышевского государственного заповедника (1939), в которых дается детальное описание лесных экосистем надпойменных террас и поймы р. Суры в окрестностях пос. Золотаревка Пензенского района. Они использовались в процессе подготовки изданий Красной книги Пензенской области. В них приводятся сведения о таких редких видах, как ковыль перистый — Stipa pennata L., линнея северная — Linnaea borealis L., молодило победоносное — Jovibarba sobolifera (Sims) Opiz, прострел раскрытый — Pulsatilla patens (L.) Mill. и другие.

## Избранные труды
- Сацердотов Б. П. Растительность заповедного участка «Сосновый бор» Куйбышевского государственного заповедника // Труды Куйбышевского государственного заповедника. — М. : Красный пролетарий, 1939. — Вып. 1. — С. 5—126. — 214 с.
- Сацердотов Б. П. Флора заповедного участка «Сосновый бор» Куйбышевского государственного заповедника // Труды Куйбышевского государственного заповедника. — М. : Красный пролетарий, 1939. — Вып. 1. — С. 151—208. — 214 с.